# Elpis

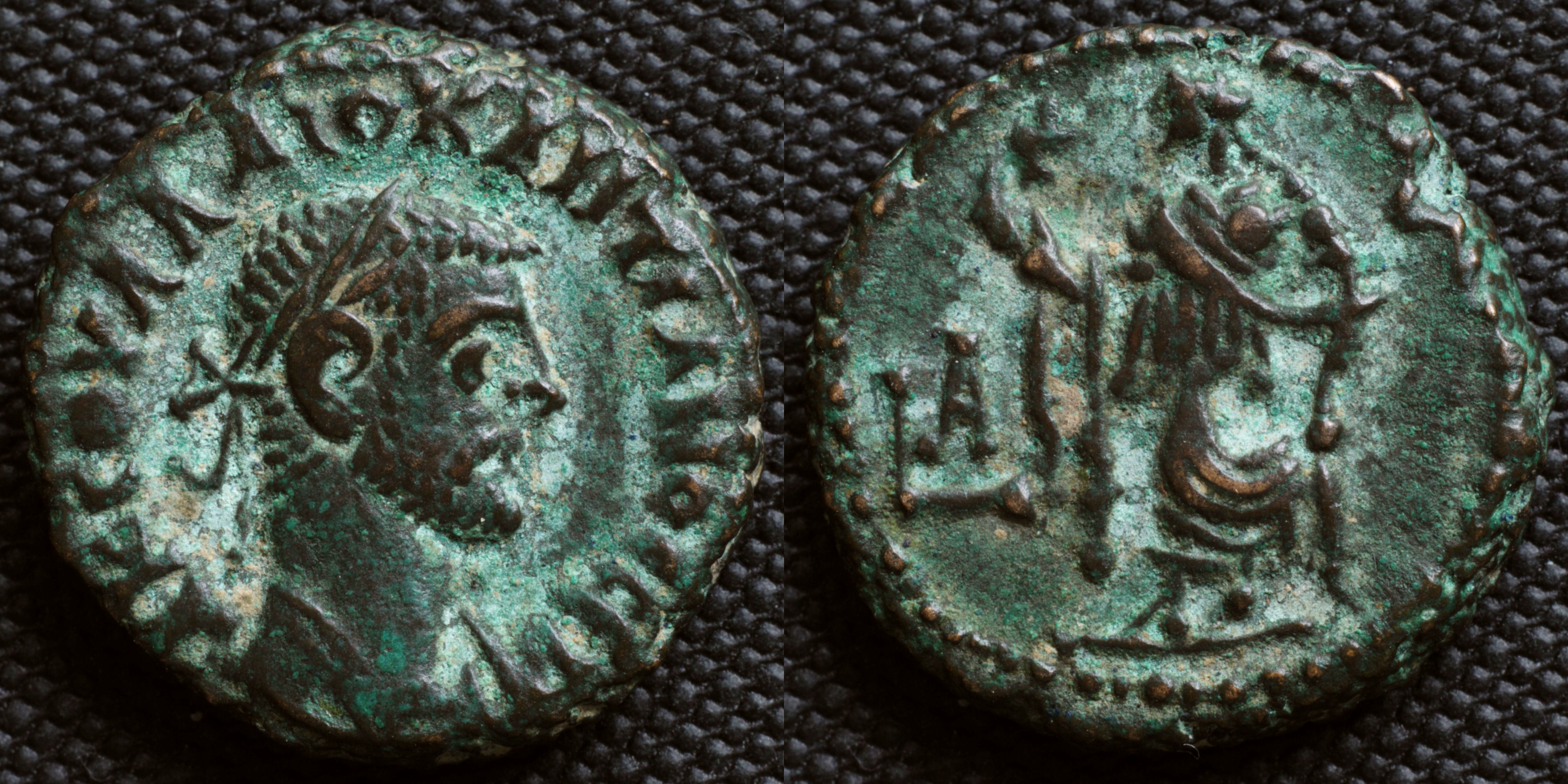
Ett romerskt mynt med Diocletianus på ena sidan och Elpis på den andra.

Elpis (Klassisk grekiska: ἐλπίς) är hoppets gudinna eller daimon i grekisk mytologi. Hon avbildas ofta som en ung kvinna bärande på blommor eller ett ymnighetshorn. 